# 岡村孝一
岡村 孝一（おかむら こういち、1937年 - 1980年）は、日本のフランス文学翻訳家。

## 人物
1962年、早稲田大学法学部を卒業。ジョゼ・ジョヴァンニなど、多くのフランスの暗黒小説を翻訳した。

## 訳書
- 『狼が来た、城へ逃げろ』（ジャン＝パトリック・マンシェット、早川書房、ハヤカワ・ミステリ） 1974
- 『地下組織ナーダ』（ジャン＝パトリック・マンシェット、早川書房、ハヤカワ・ミステリ） 1975
- 『おれは暗黒小説だ』（A.D.G.、早川書房、ハヤカワ・ミステリ） 1979
- 『北京の秋』（ボリス・ヴィアン、早川書房、ボリス・ヴィアン全集4） 1980

### ジョゼ・ジョヴァンニ
- 『おとしまえをつけろ』（ジョゼ・ジョヴァンニ、ハヤカワ・ミステリ） 1968
- 『オー!』（ジョゼ・ジョヴァンニ、ハヤカワ・ミステリ） 1969
- 『ひとり狼』（ジョゼ・ジョヴァンニ、ハヤカワ・ミステリ） 1969
- 『墓場なき野郎ども』（ジョゼ・ジョヴァンニ、早川書房、ハヤカワ・ミステリ） 1970
- 『気ちがいピエロ』（ジョゼ・ジョヴァンニ、ハヤカワ・ミステリ） 1970
- 『穴』（ジョゼ・ジョヴァンニ、ハヤカワ・ミステリ） 1970
- 『生き残った者の掟』（ジョゼ・ジョヴァンニ、ハヤカワノヴェルズ） 1971、のち河出文庫 1986
- 『流れ者』（ジョゼ・ジョヴァンニ、ハヤカワ文庫NV） 1978
- 『わが友、裏切り者』（ジョゼ・ジョヴァンニ、ハヤカワ・ノヴェルズ） 1978